# J. Dave Mendenhall
J. Dave Mendenhall est un astronome américain.

## Biographie
Le Centre des planètes mineures le crédite de la découverte de l'astéroïde (11500) Tomaiyowit effectuée le 28 octobre 1989 avec la collaboration de Jean Mueller.